# Anacampsinae
De Anacampsinae zijn een onderfamilie van vlinders uit de familie tastermotten (Gelechiidae).

## Geslachtgroepen
- Anacampsini
- Chelariini